# Militära fartygstyper i Sverige
Militära fartygstyper i Sverige är olika typer av örlogsfartyg som använts i svenska flottan, militären, kustartilleriet eller försvarsmakten.

## Tabell
| Typ                     | Bild | Bildtext | Wikidataobjekt                 | I tjänst                                                                                             | Övrigt |
| ----------------------- | ---- | --- | ------------------------------ | --- | --- |
| Bevakningsbåt           | ,    | HMS Trygg, fotograferad 2019. | bevakningsbåt (Q10429090)      | Ja                                                                                                   | Sedan modernisering 2015–2020 används fem fartyg i klassen Bevakningsbåt typ 88. |
| Flygplanskryssare       |      | HMS Gotland (1933), fotograferad 1936. | flygplanskryssare (Q1430687)   | Nej                                                                                                  | |
| Fregatt                 |      | HMS Uppland (J17), fotograferad mellan 1947 och 1959.                                                                                         | fregatt (Q161705)              | Nej, ur tjänst 1979.                                                                                 | |
| Hangarfartyg            |      | HMS Gotland (1933), fotograferad 1935. | hangarfartyg (Q17205)          | Nej                                                                                                  | Inte ett hangarfartyg i officiell mening, men landningsplats fanns, HMS Gotland är det närmsta Sverige haft till ett eget hangarfartyg. |
| Hydrofonbojfartyg       |      | HMS Viggen (B04), senare ombyggd och omdöpt MS Anders Bure. Fotograferad 2017.                                                                | hydrofonbojfartyg (Q10528117)  | Sjösatta 1991–1994. Ur tjänst 2005.                                                                  | Flera fartyg fortfarande i drift hos sjövärnskåren. |
| Jagare                  |      | HMS Halland (J18), 1974. | jagare (Q174736)               | Först i tjänst Mode (1902). Sist i tjänst var HMS Halland, som avrustades 1982 och utragerades 1987. | Sammanlagt har Sverige haft 43 jagare i bruk över 80 år. Se även Lista över svenska jagare. |
| Kanonbåt                |      | HMS Svensksund (1891), fotograferad cirka år 1900.                                                                                            | kanonbåt (Q214196)             | Införda i svenska flottan på 1770-talet                                                              | Nej |
| Korvett                 |      | HMS Härnösand (K33), fotograferd 2006 i Hamburg                                                                                               | korvett (Q170013)              | Ja                                                                                                   | Korvetter är idag den svenska flottans största fartyg med anfallsförmåga. Sverige har 11 korvetter i drift 2023, fem i Visby-klass, fyra i Göteborg-klass samt två i Stockholm-klass med eventuellt fler planerade. En äldre svensk benämning är kustkorvett men sedan 1997 används korvett för alla fartyg av typen.                                             |
| Kryssare                |      | HMS Göta Lejon (1945), fotograferad 1958. | kryssare (Q104843)             | Nej. Örnen togs i bruk 1896. Den sista svenska kryssaren, HMS Göta Lejon, togs ur drift 1970.        | Det fanns många varianter av kryssarefartyg. Bland annat torpedkryssare och pansarkryssare. Se även Lista över svenska kryssare. |
| Lag- och ledningsfartyg |      | Det tidigare minfartyget HMS Visborg (A265) som ledningsfartyg, fotograferat i Karlskrona 2010.                                               | spaningsfartyg (Q759787)       | Ja, med Ledningsbåt 2000. Under 2000-talet omvandlades flera åldrande fartyg till ledningsfartyg.    | Tillhör amfibiekåren Besitter hög manövreringsförmåga på små ytor i grunt vatten vilket gör den särskilt lämpad för skärgårdsmiljö och inlandskrigsföring. Båten är bepansrad och är beväpnad med 2,7-millimeters kulsprutor. |
| Landstigningsfartyg     |      | Det svenska landstigningsfartyget L-51 | landstigningsfartyg (Q2300236) | Nej                                                                                                  | Sverige hade fem fartyg av typ av Landstigningsbåt L-50 som användes i den svenska flottan och det svenska kustartilleriet från 1950-talet till 1980-talet. |
| Linjeskepp              |      | En svensk örlogseskader med Konung Adolf Fredrik (1775) i spetsen passerar förbi Kronborgs slott i Öresund 1812. Målning av Jacob Hägg, 1925. | linjeskepp (Q207452)           | Nej. I tjänst mellan cirka 1650 till och med slutet av 1800-talet.                                   | Linjeskepp var byggda för att vid sjöslag ingå i själva slaglinjen. Linjetaktiken utvecklades kring mitten av 1600-talet och byggde på att artilleriet ombord på fartygen hade blivit så starkt och lätthanterligt att det möjliggjorde för örlogsflottorna att avgöra striden på avstånd. Många finns bevarade på museum. Se även Lista över svenska linjeskepp. |
| Minfartyg               |      | HMS Carlskrona (P04), fotograferad i Karlskrona 2008.                                                                                         | minfartyg (Q640078)            | Ja, 1943–nutid. HMS Carlskrona är Försvarsmaktens enda kvarvarande operativa minfartyg.              | Minfartyg är avsedda för snabb och strategisk minutläggning vid invasion via havet. HMS Älvsnabben (M01) sjösattes 1943 och tjänstgjorde till och med 1980. HMS Visborg (A265) och HMS Älvsborg (M02) var i tjänst till 1998 som minfartyg men omvandlades sedan till Lag- och ledningsfartyg. Se även Lista över svenska minfartyg                               |
| Minröjningsfartyg       |      | minröjningsfartyg (Q2074370) |                                | | |
| Minsvepare              |      | minsvepare (Q202527) |                                | | |
| Minutläggare            |      | |                                | | |
| Monitor                 |      | monitor (Q137823) |                                | | |
| Motortorpedbåt          |      | motortorpedbåt (Q18458725) |                                | | |
| Pansarkryssare          |      | pansarkryssare (Q847478) |                                | | |
| Pansarskepp             |      | pansarskepp (Q2304194) |                                | | |
| Patrullbåt              |      | patrullbåt (Q331795) |                                | | |
| Regalskepp              |      | regalskepp (Q10650367) |                                | | |
| Robotbåt                |      | robotbåt (Q843215) |                                | | |
| Skärgårdsfregatt        |      | skärgårdsfregatt (Q10670981) |                                | | |
| Slagskepp               |      | slagskepp (Q182531) |                                | | |
| Slagkryssare            |      | slagkryssare (Q214190) |                                | | |
| Stridsbåt               |      | |                                | | |
| Torpedbåt               |      | torpedbåt (Q324233) |                                | | |
| Trängfartyg             |      | trängfartyg (Q162986) |                                | | |
| Ubåt                    |      | ubåt (Q2811) |                                | | |
| Ubåtsräddningsfarkost   |      | |                                | | |
| Ubåtsbärgningsfartyg    |      | ubåtsbärgningsfartyg (Q7631643) |                                | | |
| Vedettbåt               |      | vedettbåt (Q10713589) |                                | | |